# Rai Grottpojken
Rai Grottpojken (japanska: 原始少年リュウ?, Genshi shonen Ryu), japansk tecknad tv-serie som ursprungligen bygger på en manga skriven av Shotaro Ishinomori med titeln リュウの道 (Ryu no michi). I Sverige gavs alla avsnitten ut först på video, och den 17 oktober 2007 på DVD, nedklippta till sex delar på 6 volymer i översättning och regi av Tomas Bolme.

## Historia
När Rai föds visar det sig att han är vithyad och därför förskjuts han av sin stam. Hans mor tvingas låta offra honom till monstret Kerano (ibland stavat Tirano), antagligen den sista Tyrannosaurus Rex i världen. Kerano missar dock Rai och äter upp en apunge istället. Apungens mor, en apa som Rai döper till Kitty, adopterar Rai istället.
När Rai är ute en dag möter han Ran, en ung kvinna som försörjer sig som medicinkvinna. Eftersom Rai är vit avskyr alla svarta människor honom och han måste hela tiden kämpa för att överleva, dels mot människor men också mot alla de förhistoriska odjur som finns i hans värld. När Kitty dödats av Kerano beslutar sig Rai och Ran för att ge sig ut på en resa för att hitta Rais mor, som Rai är övertygad om fortfarande lever. Han träffar Fung, en man som fått hela sin by förintad av Kerano, och Fung (antagligen en spegelbild av kapten Ahab i Herman Melvilles roman Moby Dick) är därför fast besluten att, till varje pris, döda Kerano. Fung har redan lyckats sticka ut Keranos ena öga och hans plan är att göra henne helt blind för att hon skall bli lättare att döda. Kerano krossar till slut Fung till döds i sina käftar men blir själv svårt sårad.
Rai och hans vänner träffar också på Taka, en skicklig spjutkrigare som bär ett fanatiskt hat mot Rai på grund av Rais hudfärg. Taka visar sig också vara Fungs sedan länge förlorade bror, och Taka och hans två något komiska medelmåttor till hantlangare förföljer, precis som Kerano, Rai och hans vänner över världen. Också Don, Rans yngre bror, hittas och väljer att följa med sin sista levande släkting på deras färd. senare skaffar sig Don ett "husdjur" av okänd art men det är i alla fall en grön, nästan halvmeter hög ödla med svans och vassa tänder vid namn Schicki-Don.
Till slut hittar Rai ett vapen, som ser ut som ett krokigt men spetsigt, gulaktigt kortsvärd, antagligen av järn, som han säger är "Hårdare än Kerano". Med detta vapen lyckas han sticka ut monstrets sista öga och förblinda henne helt. Kerano blir galen av att inte kunna se och efter en hård strid vid ett stup kör Rai sitt vapen igenom hjärtat på Kerano, dödar henne och hämnas för alla som jätteodjuret har slagit ihjäl. Taka hittar Rais mor före Rai och använder henne för att försöka döda Rai, men faller mot sin död ut för ett isstup.
Det finns vissa saker som dock är helt fel: tidsmässigt säger Fung att han stack ut Keranos öga för två år sedan, men Kerano var enögd redan då Rai föddes vilket skulle betyda att Rai endast är två år gammal. Vidare har Kerano vid vissa tillfällen två ögon, vilket antagligen är en tecknarmiss eller fel i klippningen. Dessutom måste man säga att trots att Kerano dödar alla människor i hennes väg, är hon faktiskt den som har räddat Rai och hans vänner undan en säker död flest gånger. Dessutom har Rai blivit uppfostrad av en apa, men kan ändå tala människornas språk, som inte förändras var de än kommer, perfekt. Keranos storlek ändras också på gränsen till absurt. Ibland är hon tre gånger högre än träden då hon står på bakbenen, och ibland så liten att hon bara är tre gånger högre än Rai. Hennes fotspår är ibland så stora att de ser ut att mäta sex meter rakt över, och ibland så små att en människofot bara knappt får plats i dem. För det mesta benämns Kerano som "han" och först i sista delen är det istället "hon".

## Karaktärer
Rai är huvudpersonen. Efter att han blev övergiven som bebis, växer han upp tillsammans med en apa, Kitty. När Kitty dör ger sig Rai och Ran ut tillsammans på en resa för att hitta Rais mamma och Rans lillebror, Don. 
Ran är en medicinkvinna och lämnar sin stam i sökande efter sin bror.
Don är Rans lillebror.

## Röster

### Svenska rösterna
- Tomas Bolme - Berättare
- Benny Haag - Rai
- Elisabeth Bolme (Nordqvist) - Ran
- Anita Wall - Don
- Tomas Bolme - Fung
- Stig Engström - Taka
- Tomas Bolme, Åke Lindström - Takas följeslagare
- Tomas Bolme, Anita Wall, Elisabeth Bolme (Nordqvist), Åke Lindström, Stig Engström, Bert-Åke Varg - Övriga roller

### Japanska rösterna
- Makio Inoue - Rai
- Michiko Hirai - Ran
- Yoshiko Ohta - Don
- Eken Mine - Fung
- Ichirô Murakoshi - Taka
- Reiko Seno - Rais Moder

## Avsnitt

### Svenska avsnitt
1. Föråldrad Lag 原始の掟
2. Rädsla För Kerano チラノの恐怖
3. Takas Hämnd タカの復讐
4. Jakt Fylld av Skador 傷だらけの追跡
5. Sammansvärjning i Yamaneko-stammen ヤマネコ族の陰謀
6. Kamp om Jaktmarker 狩場争い
7. En Blodfläckad Hjälte 血みどろの勇者
8. Ödesbestämt Möte 運命の出会い
9. Djävulssten 悪魔の石
10. Jätte i Snöstormen 吹雪の中の巨人
11. Bergsgudens Vrede 神の山の怒り
12. Missförstådd Träning 誤解された特訓
13. Eldfällan 火の罠
14. Hjältarnas Grav 勇者の墓
15. Paradis på Söderhaven 南海の楽園
16. Mänskligt Odjur 南海の楽園
17. Desperat Rop Bland Klipporna 断崖の絶叫
18. Den Otämjda Mammuten 巨象の暴走
19. Skällande Varg 吠えろ狼
20. Slavjakt 奴隷狩り
21. Mänskliga Hörntänder 人間の牙
22. Mot Morgondagen 明日に向かって